# Guerres dano-suédoises

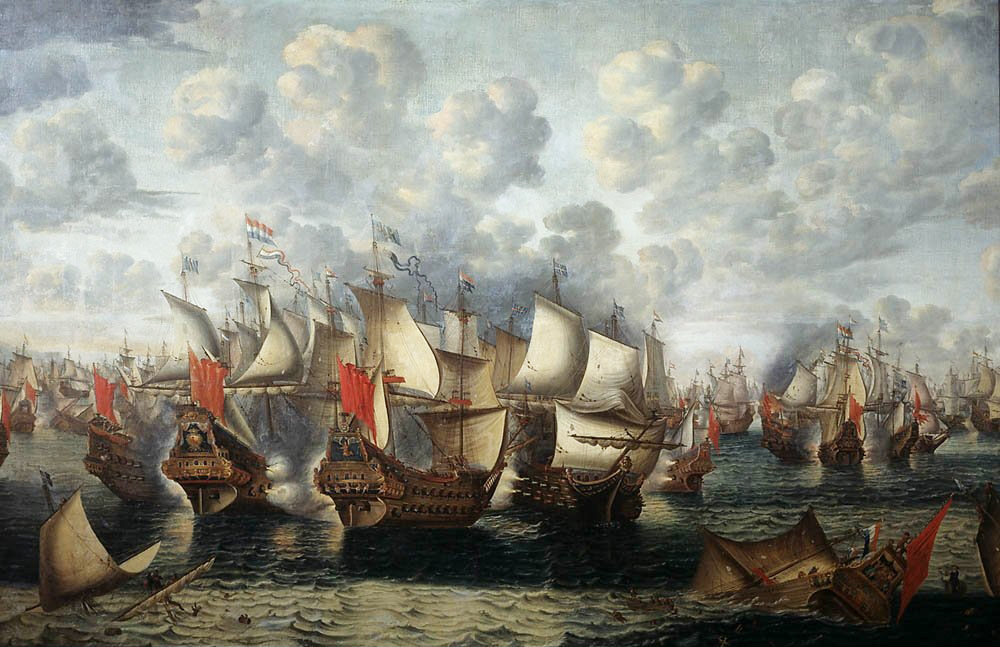
La première phase de la bataille de l'Öresund, par Jan Abrahamsz Beerstraaten (1660).

Les guerres dano-suédoises font référence à un ensemble de conflits successifs qui ont opposé le royaume du Danemark et le royaume de Suède entre 1521 et 1814. Ces guerres succèdent à une période d'union entre les deux royaumes, ceux-ci ayant formé avec la Norvège l'union de Kalmar de 1397 à 1523.
Elles sont au nombre de onze :
- la guerre suédoise de libération, de 1521 à 1523, met fin à l'union de Kalmar avec l'indépendance de la Suède, tandis que la Norvège reste sous domination danoise (formant le Danemark-Norvège) ;
- la guerre nordique de Sept Ans, de 1563 à 1570 ;
- la guerre de Kalmar, de 1611 à 1613 ;
- la guerre de Torstenson, de 1643 à 1645 ;
- la première guerre du Nord, de 1655 à 1660, conflit opposant plusieurs pays d'Europe du Nord, voit entre autres la confrontation entre Danemark et Suède avec :
  - la guerre dano-suédoise de 1657 à 1658,
  - la guerre dano-suédoise de 1658 à 1660,
- la guerre de Scanie, de 1675 à 1679 ;
- la grande guerre du Nord, de 1700 à 1721, conflit impliquant la majeure partie de l'Europe du Nord ;
- la guerre du théâtre, de 1788 à 1789, épisode de la guerre russo-suédoise de 1788-1790 ;
- plusieurs conflits durant les guerres napoléoniennes, dont :
  - la guerre dano-suédoise de 1808 à 1809 ;
  - la guerre dano-suédoise de 1813 à 1814, épisode de la guerre de la Sixième Coalition.